# Suchorze
Suchorze (kaszb. Sëchòrzé, niem. Zuckers) – osada w Polsce położona w województwie pomorskim, w powiecie bytowskim, w gminie Trzebielino, przy skrzyżowaniu drogi krajowej nr 21 (Ustka–Miastko) z drogą wojewódzką nr 209. Miejscowość jest siedzibą sołectwa Suchorze w którego skład wchodzą również Moczydło, Uliszkowice i Zielin Górny.

## Historia
Suchorze należało do rodu Massowów. Kolonizacja ziem należących do tego rodu rozpoczęła się w XIII-XIV wieku. Na początku XVII wieku tereny Pojezierza Bytowskiego były niepokojone przez wojska szwedzkie. Z powodu rabunków i kontrybucji miejscowi chłopi uciekali do lasów, a wsie pustoszały. Pastor z Cetynia opisywał ją wówczas w taki sposób: „Mieszka w niej 10 chłopów, z czego 6 gospodarstw jest pustych, ani stajni ani domów. Role i pola należące do wsi porosłe są częściowo lasem, a niektóre grunta piaskiem zaniosło”. Rozwój wsi nastąpił pod koniec XIX wieku gdy wybudowano obie szosy i zintensyfikowany został ruch drogowy. Niegdyś Suchorze słynęło z karczmy-zajazdu, chętnie odwiedzanego przez przejeżdżających tędy miastczan i bytowian.
W latach 1975–1998 miejscowość administracyjnie należała do województwa słupskiego.

## Zabytki
- Pałac i dwór (2 poł. XIX w.)[6]. Dwór piętrowy, dwuskrzydłowy, u zbiegu skrzydeł wieża z hełmem stożkowym[7].

## Przyroda
Miejscowość obfituje w pomniki przyrody. Rośną tu: lipa drobnolistna, jesion wyniosły oraz dęby szypułkowe.